# Entesia tarsata
Entesia tarsata är en tvåvingeart som beskrevs av Frederick Frost Blackman 1968. Entesia tarsata ingår i släktet Entesia och familjen stilettflugor. Inga underarter finns listade i Catalogue of Life.